# Vukosavljevica
Vukosavljevica je naselje u Republici Hrvatskoj, u sastavu Općine Špišić Bukovica, Virovitičko-podravska županija. 

## Stanovništvo
Prema popisu stanovništva iz 2001. godine, naselje je imalo 725 stanovnika te 239 obiteljskih kućanstava.
| broj stanovnika | 790   | 762   | 790   | 932   | 1078  | 1191  | 1163  | 1249  | 1287  | 1355  | 1224  | 1035  | 909   | 790   | 725   | 679   | 507   |
|                 | 1857. | 1869. | 1880. | 1890. | 1900. | 1910. | 1921. | 1931. | 1948. | 1953. | 1961. | 1971. | 1981. | 1991. | 2001. | 2011. | 2021. |

## Šport
- HNK Mladost Vukosavljevica

## Vanjske poveznice
- vukosavljevica.wordpress.com